# كاتدرائية القديس نيكولاس (يريفان)

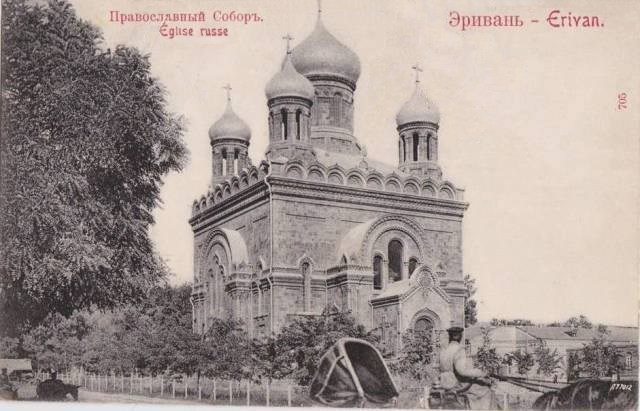
كاتدرائية القديس نيكولاي

كاتدرائية القديس نيكولاي (بالأرمنية Սուրբ Նիկոլայ Մայր եկեղեցի) كاتدرائية أرثوذكسية روسية كانت موجودة بمدينة يريفان بأرمينيا ودمرت في عام 1931. كانت تقع في موقع ما هو الآن ساحة شاهوميان في منطقة كنتيرون.

## تاريخها
كانت كاتدرائية القديس نيكولاي الأرثوذكسية الروسية موجودة في النصف الشمال شرقي من ساحة الكاتدرائية (ساحة شوميان حاليا) التي كانت تمثل الساحة المركزية لمدينة يريفان. حسب ا.خلبخيان، فإنها بنيت في النصف الثاني من القرن التاسع عشر وكانت في الأصل كاتدرائية عسكرية روسية . بنيت الكاتدرائية بحجر التوفا الأحمر والأسود المحلي حسب النمط المعماري السائد في ذلك الوقت في روسيا.
دمرت الكاتدرائية في عام 1931 ، وفي وقت لاحق بنيت ساحة شاهوميان في مكانها.

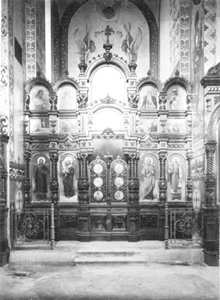
داخل الكاتدرائية
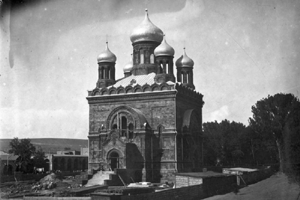
واجهة الكاتدرائية
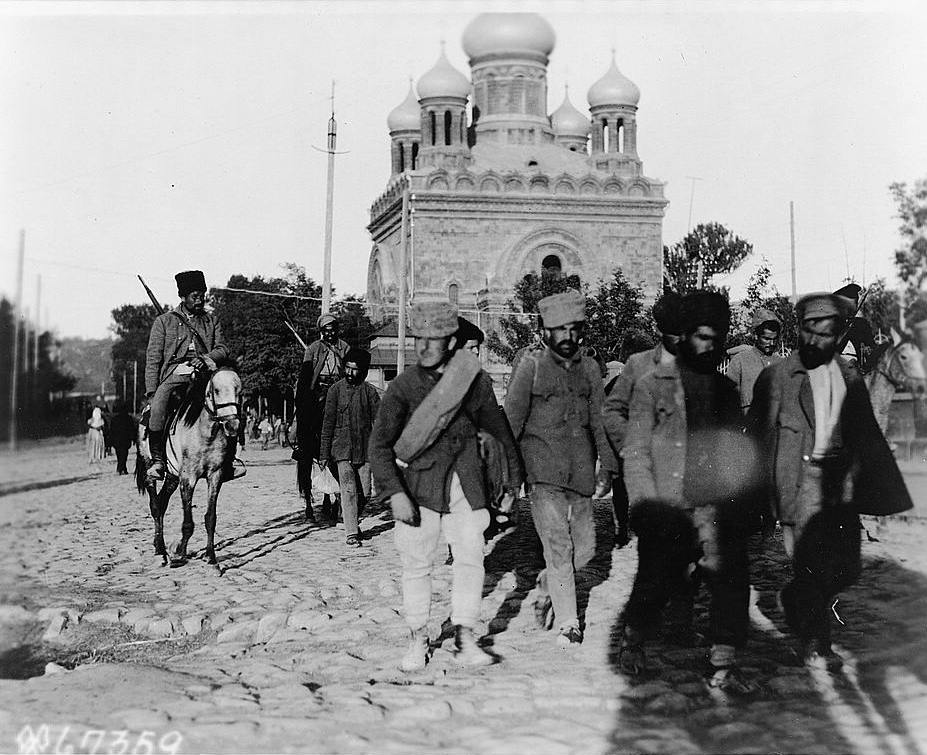
جنود ذاهبون للكاتدرائية في عام 1919
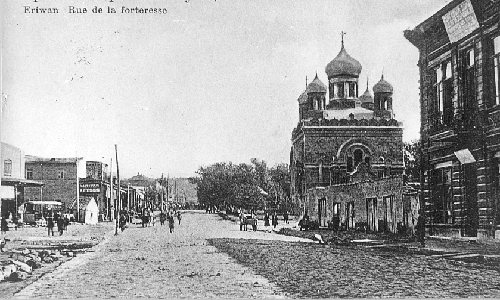
ساحة يريفان المركزية القديمة